# Karl Yune
Karl Yune (nació el 16 de abril de 1975) es un actor estadounidense de origen coreano.
Yune, un coreano-estadounidense, nació y se crio en Washington D. C..
Cursó sus estudios de negocios, literatura y filosofía antes de pasarse al teatro, en la escuela de Arte de la Universidad de Columbia, Nueva York, después de ganar el papel de Romeo para una presentación de Romeo y Julieta. También estudió con el Grupo de Improvisación Groundlings.
Yune consiguió su primer papel principal como Tran, en Anacondas: The Hunt for the Blood Orchid. También ha aparecido en Forbidden Warrior, y Memorias de una geisha, así como en el cortometraje Miracle Mile (que ha recibido varios premios) y Hold Up. También ha actuado en varias obras de teatro Off-Broadway, y ahora hace de modelo.
Yune se acredita a veces como Carl Yune y Hahn Karl (como en Miracle Mile).
Él es el hermano menor del actor Rick Yune.
Yune actualmente reside en Los Ángeles.
Yune obtuvo el papel para hacer la voz de un personaje (Chinese Rig) en un videojuego de 50 Cent's (50 Cent: Bulletproof).

## Filmografía
- Forbidden Warrior (2004) - Locust
- Anaconda 2: en busca de la orquídea sangrienta (2004) - Tran
- Miracle Mile (Corto) (2004) - James Hudson
- Hold Up (2004) - Cashier
- Memorias de una geisha  (2005) - Koichi
- Freezerburn (2005) - Alex the 2nd A.D.
- Ken (Corto) - Ken (2006)
- Hers - K (2007)
- Speed Racer (2008) - Taejo Body Guard
- Slaughter (2008)
- Real Steel (2011) - Tak
- The Invitation (2015) - Choi
- Arrow (2014)- Maseo Yamashiro

- Datos: Q1139209
- Multimedia: Karl Yune / Q1139209